# Olías (Málaga)
Olías es una pequeña pedanía y un barrio perteneciente al término municipal de Málaga, capital de la provincia homónima. Se encuentra a unos 20 km de la capital y a unos 5 km por carretera de su núcleo más cercano, Totalán.

## Geografía
Olías se encuentra en los Montes de Málaga, en una ladera a unos 420 m s. n. m. Limita con las sierras pertenecientes a los montes de la provincia, excepto por el este que limita con el municipio de Totalán. A pesar de su lejanía, es una barriada perteneciente al distrito Este de Málaga capital.

## Geografía humana

### Demografía
| Gráfica de evolución demográfica de Olías entre 1842 y 1940 |
| |
| Población de derecho según los censos de población del INE Población de hecho según los censos de población del INEEntre el censo de 1950 y el anterior, este municipio desaparece porque se integra en el municipio 29067 (Málaga) |

### Transporte público
A través de la costa, parte desde El Palo la carretera  A-7001  o  MA-3111 , que atraviesa el pueblo y consta de puertos de montaña, entre ellos el llamado "Puerto del León". Esta vía también sirve de comunicación con el pueblo de Comares. Desde Totalán, la vía de acceso es la  MA-167 .
Puede accederse mediante las siguientes línea de autobús interurbano adscritas al Consorcio de Transportes y realizadas por la empresa Alsa.
| Línea | Trayecto             | Información        |
| ----- | -------------------- | ------------------ |
| M-162 | Málaga-Olías         | Horarios y Paradas |
| M-360 | Málaga-Olías-Comares | Horarios y Paradas |

## Fiestas
A finales de julio y durante tres días se celebran las fiestas en honor al patrón local, San Vicente Ferrer.